# Josip Moravec
Josip Moravec, slovenski poslovnež, trgovec in privatni pilot, * 29. februar 1892, Idrija, Avstro-Ogrska † 1961, Maribor, FLRJ.
Bil je častni član aerokluba Naša krila, veteran prve svetovne vojne, Maistrov borec za severno mejo, prodajalec BMW-jev in letalski funkcionar. Poznan je kot prvi lastnik svojega zasebnega letala na slovenkem tipa: Raab-Katzenstein RK.9 Grasmücke poimenoval ga je »Lastavica«.

## Življenje
Leta 1892 se je rodil v Idriji rudarju Josipu Moravcu in materi Leopoldini, imel je še tri brate in štiri sestre. Bil je bister učenec in mu je šlo dobro v šoli. Doma so ga usmerili v trgovski poklic, sam pa se je vedno spogledoval z vojaštvom. Ob začetku prve svetovne vojne je štel 22 let, imel je čin podoficirja Avstro-ogrske administrativni narednik (računski feldvebel), deloval je na vzhodni fronti. Med vojno je bil tudi ranjen. Znan je bil po svoji urejenosti, saj je bil tudi v nemogočih razmerah zlikan. Bil je dober poznavalec tehnike in je deloval v topništvu, dvakrat je prejel odlikovanje. Po vojni se je znašel v Mariboru in se kot domoljub hitro pridružil generalu Maistru v boju za severno mejo. Poročil se je z Mirijano, v zakonu se jima je rodil sin Slavko. V Mariboru je odprl avtohišo BMW in vulkanizerstvo. Bil je družaben človek, rad je zahajal v restavracijo Orel. Leta 1928 je kupil legendarni mali avto BMW Dixi, s katerim je prevozil Pohorje po brezpotju od Maribora do Slovenj Gradca. V naslednjem tednu je prodal 20 BMWjev.
Letalstvo ga je od vedno zanimalo, bil je član aerokluba Naša krila v Mariboru ustanovljenega leta 1927. Leta 1929 si je kot prvi Slovenec za 135.000 dinarjev kupil svoje zasebno dvosedežno letalo Raab-Katzenstein RK.9 Grasmücke. Krstil jo je z vzdevkom »Lastavica«. Josip je bil poslovnež, zato je dal na letalo napis Persil, z oglasom si je nižal stroške letenja. Leta 1938 je s tem letalom v Pamečah pri Slovenj Gradcu zasilno pristal. V njem so ga leta 1941 skoraj ubili, saj je bil pri reševanju letala z letališča Tezno sestreljen, vendar pri pristanku razen prask ni utrpel poškodb, letalo pa je bilo popolnoma uničeno. Našteli so 800 zadetkov. V letalskih krogih poznajo njegovo letalo še 80 let po uničenju, saj je ohranjenih več slik »Lastavice«.
3. julija 1941 je bil z družino pregnan v Srbijo iz Maribora. Podpiral je NOB in leta 1944 poslal sina Slavka v partizane. Po koncu vojne so se vrnili v Maribor, kjer so ostali brez vsega premoženja. Ostal je le stari BMW Dixi, ki je bil skrit v skladišču Slovenskega narodnega gledališča. Josip se je ponovno lotil vulkanizerstva. Za mariborski Večer se je 3. avgusta 1958 z Dixijem udeležil rallyja veteranov. Umrl je tri leta kasneje, pokopali so ga z vsemi častmi kot Maistrovega borca in častnega člana aerokluba.